# Nierenbiopsie
Die (perkutane) Nierenbiopsie ist ein 1951 eingeführter medizinischer Eingriff, der durchgeführt werden kann, wenn der Verdacht auf eine Nierenkrankheit vorliegt. Als Erstbeschreiber gilt jedoch der Nephrologe Hans Bellin (1969).
Bei der Nierenbiopsie wird mit einer Biopsienadel Gewebe aus der Niere entnommen. Indikationen für eine Biopsie können eine Proteinurie, eine Hämaturie, ein akutes Nierenversagen, ein systemischer Lupus erythematodes, das Nichtfunktionieren einer Transplantatniere oder eine chronische Niereninsuffizienz sein. Auch zur Verlaufskontrolle einer Behandlung und bei einer Transplantatabstoßung kann eine Biopsie von einer der beiden Nieren beziehungsweise von der Spenderniere angezeigt sein.
Gelegentlich wird auch die transkutane Entnahme eines Nierensteins (bei einer Nephrolithiasis) mit einer Biopsiezange zur weiteren Steinanalyse als Nierenbiopsie bezeichnet.

## Indikationen und Kontraindikationen
Als mögliche Indikationen zur Diagnosesicherung gelten das akute Nierenversagen und das chronische Nierenversagen sowie alle anderen Nephropathien.
Allerdings muss auch an die extrarenalen Syndrome nach Wilhelm Nonnenbruch gedacht werden, also an die Niereninsuffizienz ohne Nierenkrankheit. Hier ist eine Biopsie kontraindiziert. Beim Kardiorenalsyndrom, beim Hepatorenalsyndrom und beim Pulmorenalsyndrom wird die feingewebliche (histologische), die mikroskopische oder die anatomische Analyse unauffällig sein. Ein solches extrarenales Nierensyndrom (Nonnenbruch-Syndrom) wird immer dann vorliegen, wenn der Quotient aus glomerulärer Filtrationsrate und Herzzeitvolumen (GFR/HZV) unauffällig ist. Deswegen gilt zum Beispiel auch der Verdacht auf eine diabetische Nephropathie als relative Kontraindikation für eine Nierenbiopsie, zumal hier mit einheitlichen histologischen Befunden nicht zu rechnen ist. Eine solche Nierenpunktion (oder Punktionsbiopsie) ist also oft entbehrlich. Zahlreiche andere Kontraindikationen werden beschrieben und müssen beachtet werden. Auch bei fehlenden therapeutischen Konsequenzen wird auf eine Gewebeentnahme verzichtet.

## Durchführung
Früher sprach man von der Nierenblindpunktion. Heute unterscheidet man die perkutane Biopsie (Stanzbiopsie) von der risikoärmeren Feinnadelbiopsie, obwohl auch bei dieser eine Aspirationsnadel durch die Haut (also perkutan oder transkutan) gestochen wird. Die Biopsie erfolgt heute mit Ultraschallunterstützung und mit einem halbautomatischen Biopsiegerät. Nach lokaler Betäubung dauert der Eingriff ca. 20 Minuten. Im Anschluss an die Biopsie muss der Patient 24 Stunden unter stationärer Überwachung eine strenge Bettruhe einhalten. An Komplikationen werden Nachblutungen und Verletzungen von Nachbarorganen beschrieben. Gelegentlich kann es besonders bei Kindern auch zu arteriovenösen Fisteln kommen. Die Letalität wurde (1970 von Linus Geisler) mit 2 Promille angegeben. Jede Organpunktion gilt nach Paragraph 223 des Strafgesetzbuches als Körperverletzung; nach dem Patientenrechtegesetz muss über die Vorteile, die Nachteile und die Alternativen umfassend aufgeklärt werden. 
In seltenen Fällen kann die Biopsie auch offen chirurgisch (zur Probenexzision) oder minimal invasiv (laparoskopisch) durchgeführt werden. Als Rarität wird sogar der transjuguläre Zugang empfohlen, also ein Vorgehen mit einem zentralen Venenkatheter durch eine der beiden Drosselgruben und dann über die Vena jugularis interna sowie über beide Hohlvenen durch die Nierenvene (Vena renalis) in das zu untersuchende Nierengewebe.

## Untersuchung des Gewebematerials
Durch eine feingewebliche sowie elektronenmikroskopische Untersuchung der gewonnenen Gewebeprobe findet die Befundung durch einen Nephropathologen statt. Zusätzlich kann eine immunhistochemische Diagnostik erfolgen; dann spricht man von der Tripeldiagnostik. Die Aufarbeitung der Biopsie benötigt drei bis fünf Tage. In dringenden Biopsiefällen kann eine Diagnose innerhalb von drei Stunden nach dem Eingang des Biopsats (Bioptat) gestellt werden. Heute erfolgt die Beurteilung (besonders bei Transplantatabstoßungen) nach der Banff-Klassifikation.